# Callibryastis pachnota
Callibryastis pachnota är en fjärilsart som beskrevs av Edward Meyrick 1912. Callibryastis pachnota ingår i släktet Callibryastis och familjen vecklare. Inga underarter finns listade i Catalogue of Life.